# Geodia inconspicua
Espèce
Geodia inconspicua est une espèce d'éponges de la famille des Geodiidae.

## Taxonomie
L'espèce est décrite par James Scott Bowerbank en 1873,.
Synonyme
- Pachymatisma inconspicua Bowerbank, 1873[1]
- Cydonium inconspicuum (Bowerbank, 1873)[1]

### Publication originale
- (en) J. S. Bowerbank, « Contributions to a General History of the Spongiadae. Part V », Proceedings of the Zoological Society of London, Londres, vol. 1873,‎ 1873, p. 319-333.

## Distribution
Geodia inconspicua est présente dans le golfe de Mannar, entre l'Inde et le Sri Lanka.